# Ankyra (Galatien)

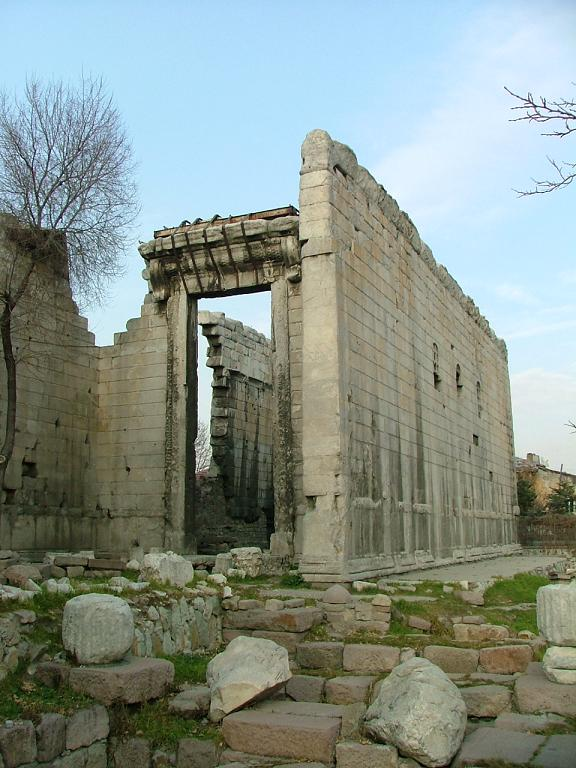
Tempel der Roma und des Augustus

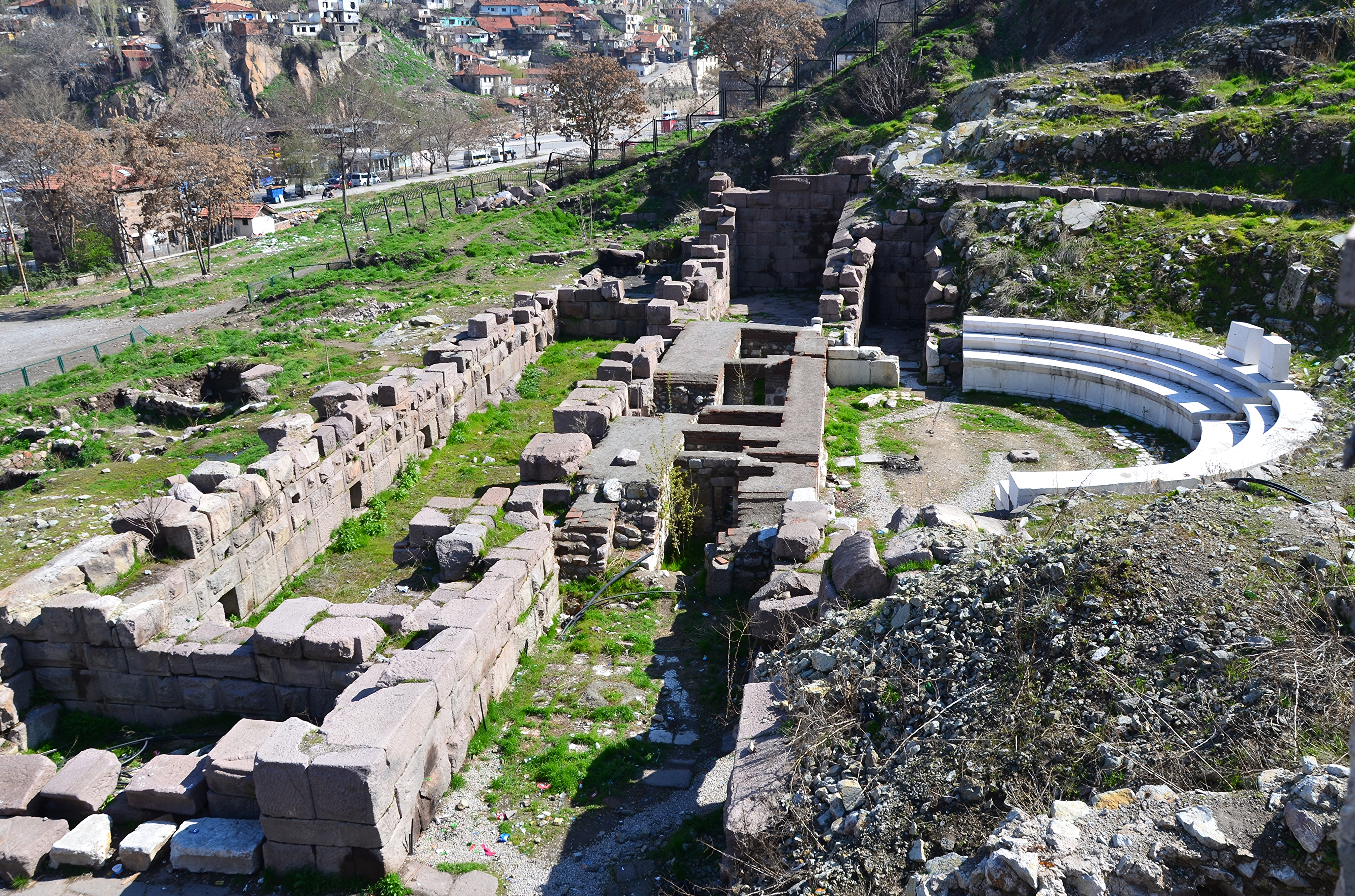
Römisches Theater vor dem Wiederaufbau

Ankyra (altgriechisch Ἄγκυρα; lateinisch Ancyra) war eine antike Stadt in Galatien, das heutige Ankara.

## Geschichte
Ursprünglich eine phrygische Siedlung an der persischen Königsstraße, wurde es in römischer Zeit Hauptstadt der römischen Provinz Galatien. Die keltischen Galater waren als Söldner im 3. Jahrhundert v. Chr. nach Anatolien gekommen. Nachdem sie ab 268 v. Chr. im Inneren Kleinasiens angesiedelt worden waren, wurde Ancyra Zentrum des galatischen Stammes der Tektosagen. 189 v. Chr. wurde Ancyra von Gnaeus Manlius Vulso besetzt, blieb aber unter regionaler Herrschaft. Die Galater wurden erst 44 v. Chr. nach Caesars Ermordung durch König Deiotaros unter einer Herrschaft vereinigt, aber bereits 25 v. Chr. wurde Galatien römische Provinz und Ancyra deren Hauptstadt, Sitz des galatischen Koinon und des Kaiserkults.
Bei der Teilung des Römischen Reiches nach dem Tode des Kaisers Theodosius I. im Jahr 395 wurde die Stadt Teil des Oströmischen bzw. byzantinischen Reiches und gehörte bis 1073 zu diesem. 622 eroberten vorrückende Sassaniden die Stadt, 654 erfolgte die erste arabische Eroberung. Die Byzantiner machten die Stadt von 717 bis 775 zum militärischen Hauptquartier ihrer Verwaltungseinheit Bukellarion. Ankara wurde mehrmals von arabischen Truppen unter den abbasidischen Kalifen Hārūn ar-Raschīd (797) und al-Mu'tasim bi-'llāh (838) erobert und von den Byzantinern nach einigen Jahren wieder eingenommen. Die von den Byzantinern als Häretiker bezeichnete religiöse Gruppe der Paulikianer konnten die Stadt kurz einnehmen (871), sie wurden wie die Truppen der Abbasiden (931) wieder zurückgeworfen.
In der Spätantike war Ancyra Bischofssitz, darauf geht das katholische Titularerzbistum Ancyra zurück.

## Archäologie
Tempel der Roma und des Augustus
Im Stadtteil Ulus, dem historischen Kern der Stadt, befindet sich der Tempel der Roma und des Augustus (geweiht 19/20 n. Chr.), an dessen Wänden der zweisprachige griechisch/lateinische Rechenschaftsbericht des Kaisers Augustus angebracht ist.
In byzantinischer Zeit wurde eine Kirche in den Tempel eingebaut, von der besonders die Apsis und die Krypta erhalten sind
Caracalla-Thermen
Etwa 400 m westlich des Tempels liegen die sogenannte Caracalla-Thermen, eine römische Badeanlage aus dem 3./4. Jahrhundert. Von den Badegebäuden sind Grundmauern und die Ziegel der Hypokaust-Heizungsanlage erhalten. Auf dem Platz für sportliche Übungen, der Palästra, sind zahlreiche Stelen, Kapitelle und Inschriften aufgestellt, die auf dem Stadtgebiet von Ankara gefunden wurden.
Juliansäule
Zitadelle
Im 7. Jahrhundert wurde die heute noch gut erhaltenen Zitadelle errichtet, die in byzantinischer Zeit immer wieder ausgebaut wurde, insbesondere 859 unter Michael III.